# Yaniel Carrero
Pour les articles homonymes, voir Carrero.
Yaniel Carrero Zambrano (né le 17 août 1995 à Trinidad) est un athlète cubain, spécialiste du sprint.
Ses meilleurs temps sont :
- sur 100 m, 10 s 28 à Xalapa le 25 novembre 2014, où il remporte le bronze, à 1/100e de seconde de Rolando Palacios premier et de Levi Cadogan deuxième, ainsi que l'or du relais 4 x 100 m lors des Jeux d'Amérique centrale et des Caraïbes de 2014,
- sur 200 m, 20 s 81 à La Havane en juin 2013.

Lors des relais mondiaux à Nassau, il lance le relais cubain avec Roberto Skyers, Reynier Mena et Yadier Cuéllar en 38 s 44, meilleur temps cubain de l'année 2014.
Avec l'équipe nationale, il remporte la médaille de bronze du relais 4 x 100 m lors des Championnats ibéro-américains d'athlétisme 2016 en 38 s 93, après couru en série en 38 s 44 (temps inférieur à celui du vainqueur, la République dominicaine) avec César Yuniel Ruiz, 
Reynier Mena et Roberto Skyers. Le 19 juin 2016, il permet au relais cubain du 4 x 100 m, composé également de Roberto Skyers, Reynier Mena, Reidis Ramos, de gagner l'épreuve du meeting de Santo Antonio à Lisbonne, en 38 s 70, temps qui permet à Cuba de se qualifier pour les Jeux olympiques de Rio.